# Бурятия (футбольный клуб)
«Буря́тия» — российский любительский футбольный клуб из Улан-Удэ — столицы Республики Бурятия.

## История
Клуб основан в 1958 году как «Локомотив» Улан-Удэ и заявлен в класс «Б» (уровень первой лиги) чемпионата СССР. С 1958 по 2003 год команда носила статус профессионального клуба, пока в 2003 году профессиональный футбольный клуб «Селенга» не прекратил существование из-за неудовлетворительных результатов и в связи с плохим финансированием.
В сезонах 2004—2007 клуб продолжил выступления на любительском уровне под наименованием «Коммунальник». С 2008 по 2010 годы клуб не заявлялся даже в любительскую лигу в связи с тем, что в Бурятии не было полей, отвечающих требованиям турниров. Клуб заново был возрождён в 2011 году под названием ФК «Селенга». А в апреле 2017 года новый спонсор команды сменил её руководящий состав и название на ФК «Бурятия».

## Стадионы
С 1958 по 2007 годы клуб проводил домашние матчи на стадионе им. 25-летия Бурятской АССР вплоть до решения о сносе стадиона и строительстве на его месте Физкультурно-спортивного комплекса (ФСК). Летом 2011 года открывается новый стадион на набережной Селенги, вместимостью 10 000 мест, и ФК «Селенга» заявляется на участие в любительской лиге.

## Названия
В течение всей своей истории главная команда из Улан-Удэ постоянно меняла своё название. В 2017 году команда получила уже своё седьмое имя — «Бурятия».
- 1958—1960, 1978—1983 — «Локомотив» (9 сезонов).
- 1961—1963 — «Байкал» (3 сезона).
- 1964—1965 — «Армеец» (2 сезона).
- 1966—1977, 1984—1993, 1995—2003, 2011—2016 — «Селенга» (37 сезонов).
- 1994 — «Кристалл» (Нерюнгри) (1 сезон)[2].
- 2004—2007 — «Коммунальник» (4 сезона).
- 2017—н.в. — «Бурятия» (8 сезонов).

Итого: С 1958 по 2024 годы командой проведено 64 сезона. Из них 46 в профессиональном статусе и 18 — в любительском.

## Достижения
- 2-е место в зональном турнире класса «Б» (1966), полуфинал чемпионата СССР среди команд РСФСР в классе «Б» (1966).
- 3-е место в 1 зоне класса «А», второй группы, 2 подгруппы первой лиги Чемпионата СССР 1969.
- 3-е место в зональном турнире Второй лиги (1980).
- 5-е место в зоне «Восток» Первой лиги
(1992)[3][4].
- Обладатель Кубка Сибири (3): 1966 («Селенга»), 2006 («Коммунальник»), 2024 («Бурятия»)

## Состав
По состоянию на 29 июня 2025 года

| 16 | Флаг России | Вр  | Алексей Кармин        | 16.05.2002 |  |  |  |  |
| 35 | Флаг России | Вр  | Владимир Киселёв      | 03.10.1994 |  |  |  |  |
| 39 | Флаг России | Вр  | Дмитрий Плисовский    | 18.09.2005 |  |  |  |  |
|    | Флаг России | Вр  | Леонид Романов        | 28.07.2005 |  |  |  |  |
|    | Флаг России | Вр  | Владислав Севостьянов | 11.11.2006 |  |  |  |  |
|    |             |     |                       |            |  |  |  |  |
| 2  | Флаг России | Защ | Сергей Норбоев (к)    | 22.01.1987 |  |  |  |  |
| 5  | Флаг России | Защ | Игнат Пустовой        | 01.11.2005 |  |  |  |  |
| 7  | Флаг России | Защ | Александр Кузинов     | 07.06.2005 |  |  |  |  |
| 8  | Флаг России | Защ | Нанзат Ванжилов       | 02.02.1998 |  |  |  |  |
| 13 | Флаг России | Защ | Павел Синаторов (к)   | 29.03.1992 |  |  |  |  |
| 15 | Флаг России | Защ | Егор Кислицын         | 06.02.2005 |  |  |  |  |
|    | Флаг России | Защ | Данил Аюев            | 2004       |  |  |  |  |
|    | Флаг России | Защ | Аюр Мудаев            | 2007       |  |  |  |  |
|    |             |     |                       |            |  |  |  |  |
| 9  | Флаг России | ПЗ  | Егор Яковлев          | 26.10.2004 |  |  |  |  |
| 11 | Флаг России | ПЗ  | Александр Васильев    | 14.09.1996 |  |  |  |  |
| 14 | Флаг России | ПЗ  | Владислав Бельков     | 19.05.2006 |  |  |  |  |
| 15 | Флаг России | ПЗ  | Ринчин Ангархаев      | 16.03.2000 |  |  |  |  |

| 17 | Флаг России | ПЗ  | Никита Песегов     | 18.07.2005 |  |  |  |  |
| 19 | Флаг России | ПЗ  | Ардан Раднажапов   | 10.12.2006 |  |  |  |  |
| 33 | Флаг России | ПЗ  | Николай Митенков   | 14.02.1998 |  |  |  |  |
| 70 | Флаг России | ПЗ  | Даша Дырхеев       | 02.10.2002 |  |  |  |  |
| 71 | Флаг России | ПЗ  | Батор Бурункуев    | 13.04.2004 |  |  |  |  |
| 91 | Флаг России | ПЗ  | Эрдэм Галданов     | 12.09.1991 |  |  |  |  |
| 96 | Флаг России | ПЗ  | Никита Дородных    | 07.02.2008 |  |  |  |  |
| 99 | Флаг России | ПЗ  | Фёдор Есифиди      | 15.10.2004 |  |  |  |  |
|    | Флаг России | ПЗ  | Максим Широнов     | 18.05.2005 |  |  |  |  |
|    | Флаг России | ПЗ  | Бато Нимаев        | 25.03.2008 |  |  |  |  |
|    | Флаг России | ПЗ  | Григорий Назимов   | 2006       |  |  |  |  |
|    | Флаг России | ПЗ  | Гомбо Гармаев      | 28.08.2006 |  |  |  |  |
|    | Флаг России | ПЗ  | Бадма Кириллов     | 2008       |  |  |  |  |
|    |             |     |                    |            |  |  |  |  |
| 10 | Флаг России | Нап | Андрей Белобородов | 22.02.1989 |  |  |  |  |
| 20 | Флаг России | Нап | Чимит Данзанов     | 17.10.2001 |  |  |  |  |
| 23 | Флаг России | Нап | Александр Якимов   | 06.05.2008 |  |  |  |  |
| 94 | Флаг России | Нап | Алексей Рябованов  | 14.10.1994 |  |  |  |  |

## Сезоны

### Профессиональный клуб
- В сезоне 1958 «Локомотив» занял 14-е место из 14 в 6-й зоне класса «Б» (первой лиги) Чемпионата СССР.
- В сезоне 1959 «Локомотив» занял 13-е место из 14 в 7-й зоне класса «Б» (первой лиги) Чемпионата СССР.
- В сезоне 1960 «Локомотив» занял 12-е место из 14 в 5-й зоне РСФСР класса «Б» (первой лиги) Чемпионата СССР.
- В сезоне 1961 «Байкал» занял 9-е место из 13 в 6-й зоне РСФСР класса «Б» (первой лиги) Чемпионата СССР.
- В сезоне 1962 «Байкал» занял 12-е место из 15 в 5-й зоне РСФСР класса «Б» (первой лиги) Чемпионата СССР.
- В сезоне 1963 «Байкал» занял 15-е место из 15 в 5-й зоне РСФСР класса «Б» (второй лиги) Чемпионата СССР.
- В сезоне 1964 «Армеец» занял 10-е место из 18 в 6-й зоне РСФСР класса «Б» (второй лиги) Чемпионата СССР.
- В сезоне 1965 «Армеец» занял 6-е место из 19 в 6-й зоне РСФСР класса «Б» (второй лиги) Чемпионата СССР.
- В сезоне 1966 «Селенга» заняла 2-е место из 16 в 6-й зоне РСФСР класса «Б» (второй лиги) Чемпионата СССР.
- В сезоне 1967 «Селенга» заняла 5-е место из 18 в 6-й зоне РСФСР класса «Б» (второй лиги) Чемпионата СССР. По итогам чемпионата вышла в первую лигу.
- В сезоне 1968 «Селенга» заняла 16-е место из 21-го в 4-й подгруппе второй группы класса «А» (первой лиги) Чемпионата СССР.
- В сезоне 1969 «Селенга» заняла 3-е место из 12 в 1-й зоне класса «А», 2-й группы, 2-й подгруппы (первой лиги) Чемпионата СССР. А в финальной подгруппе за 1-12-е места заняла 12-е место.
- В сезоне 1970 «Селенга» заняла 12-е место из 22-х в 3-й зоне класса «А» (второй лиги) Чемпионата СССР.
- В сезоне 1971 «Селенга» заняла 6-е место из 20 в 6-й зоне второй лиги Чемпионата СССР.
- В сезоне 1972 «Селенга» заняла 9-е место из 11 в 7-й зоне второй лиги Чемпионата СССР.
- В сезоне 1973 «Селенга» заняла 5-е место из 16 в 7-й зоне второй лиги Чемпионата СССР.
- В сезоне 1974 «Селенга» заняла 9-е место из 18 в 5-й зоне второй лиги Чемпионата СССР.
- В сезоне 1975 «Селенга» заняла 15-е место из 20 в 5-й зоне второй лиги Чемпионата СССР.
- В сезоне 1976 «Селенга» заняла 11-е место из 18 в 5-й зоне второй лиги Чемпионата СССР.
- В сезоне 1977 «Селенга» заняла 20-е место из 20 в 6-й зоне второй лиги Чемпионата СССР.
- В сезоне 1978 «Локомотив» занял 11-е место из 21-го в 6-й зоне второй лиги Чемпионата СССР.
- В сезоне 1979 «Локомотив» занял 13-е место из 21-го в 6-й зоне второй лиги Чемпионата СССР.
- В сезоне 1980 «Локомотив» занял 3-е место из 12 в 4-й зоне второй лиги Чемпионата СССР.
- В сезоне 1981 «Локомотив» занял 14-е место из 17 в 4-й зоне второй лиги Чемпионата СССР.
- В сезоне 1982 «Локомотив» занял 15-е место из 15 в 4-й зоне второй лиги Чемпионата СССР.
- В сезоне 1983 «Локомотив» занял 13-е место из 14 в 4-й зоне второй лиги Чемпионата СССР.
- В сезоне 1984 «Селенга» заняла 8-е место из 14 в 4-й зоне второй лиги Чемпионата СССР.
- В сезоне 1985 «Селенга» заняла 6-е место из 14 в 4-й зоне второй лиги Чемпионата СССР.
- В сезоне 1986 «Селенга» заняла 10-е место из 14 в 4-й зоне второй лиги Чемпионата СССР.
- В сезоне 1987 «Селенга» заняла 11-е место из 15 в 4-й зоне второй лиги Чемпионата СССР.
- В сезоне 1988 «Селенга» заняла 16-е место из 16 в 4-й зоне второй лиги Чемпионата СССР.
- В сезоне 1989 «Селенга» заняла 17-е место из 19 в 4-й зоне второй лиги Чемпионата СССР.
- В сезоне 1990 «Селенга» заняла 13-е место из 15 в 10-й зоне второй низшей лиги Чемпионата СССР.
- В сезоне 1991 «Селенга» заняла 12-е место из 18 в 10-й зоне второй низшей лиги Чемпионата СССР.
- В сезоне 1992 «Селенга» заняла 5-е место из 16 в зоне «Восток» новообразованной первой лиги ПФЛ России.
- В сезоне 1993 «Селенга» заняла 15-е место из 16 в зоне «Восток» первой лиги ПФЛ России и вылетела во вторую лигу ПФЛ.
- На сезон 1994 Команда заявилась под названием ФК «Кристалл» (Нерюнгри) и заняла 7-е место из 9 в зоне «Восток» второй лиги ПФЛ.
- В сезоне 1995 «Селенга» заняла 9-е место из 18 в зоне «Восток» второй лиги ПФЛ.
- В сезоне 1996 «Селенга» заняла 12-е место из 16 в зоне «Восток» второй лиги ПФЛ.
- В сезоне 1997 «Селенга» заняла 15-е место из 18 в зоне «Восток» второй лиги ПФЛ.
- В сезоне 1998 «Селенга» заняла 8-е место из 16 в зоне «Восток» второго дивизиона ПФЛ.
- В сезоне 1999 «Селенга» заняла 15-е место из 16 в зоне «Восток» второго дивизиона ПФЛ.
- В сезоне 2000 «Селенга» заняла 9-е место из 14 в зоне «Восток» второго дивизиона ПФЛ.
- В сезоне 2001 «Селенга» заняла 12-е место из 16 в зоне «Восток» второго дивизиона ПФЛ.
- В сезоне 2002 «Селенга» заняла 16-е место из 16 в зоне «Восток» второго дивизиона ПФЛ с отрицательным итогом в −1 очко.
- В сезоне 2003 «Селенга» заняла 13-е место из 13 в зоне «Восток» второго дивизиона ПФЛ и выбыла в третий (любительский) дивизион.

### Любительский клуб
На следующий год клуб возродился в качестве любительского под названием ФК «Коммунальник».
- В сезоне 2004 года зона «Сибирь» любительского чемпионата России была разделена на группы А (6 команд) и Б (8 команд). Клуб из Улан-Удэ попал в группу А. По итогам группового этапа «Коммунальник» занял 3-е место из 6 и прошёл в следующий этап. В финальной группе из 6 команд клуб занял также 3-е место.
- В сезоне 2005 года «Коммунальник» занял 2-е место из 10 команд в зоне «Сибирь» любительского чемпионата России.
- В сезоне 2006 года «Коммунальник» занял 5-е место из 10 команд в зоне «Сибирь» любительского чемпионата России.
- В сезоне 2007 года «Коммунальник» занял 5-е место из 10 команд в зоне «Сибирь» любительского чемпионата России.

В трёх сезонах с 2008 по 2010 команда из Бурятии не заявлялась на чемпионат. 
В 2011 клуб возрождён под именем ФК «Селенга».
- В сезоне 2011/2012 годов «Селенга» заняла 5-е место из 6 команд в первой лиге зоны «Сибирь» любительского чемпионата России.
- В сезоне 2012/2013 годов «Селенга» заняла 5-е место из 12 команд в высшей лиге зоны «Сибирь» любительского чемпионата России.
- В сезоне 2013 года «Селенга» заняла 7-е место из 12 команд в высшей лиге зоны «Сибирь» любительского чемпионата России.
- В сезоне 2014 года «Селенга» заняла 3-е место из 8 команд в первой лиге зоны «Сибирь» любительского чемпионата России.
- В сезоне 2015 года «Селенга» заняла 4-е место из 7 команд в первой лиге зоны «Сибирь» любительского чемпионата России.
- В сезоне 2016 года «Селенга» заняла 1-е место из 3-х команд в первой лиге зоны «Сибирь» любительского чемпионата России и вышла в высшую лигу.

В 2017 году клуб сменил название ФК «Селенга» на ФК «Бурятия».
- В сезоне 2017 года «Бурятия» заняла 6-е место из 10 команд в высшей лиге зоны «Сибирь» любительского чемпионата России. Но по организационно-финансовым причинам вылетела в первую лигу.
- В сезоне 2018 года «Бурятия» заняла 1-е место из 3-х команд группы «Восток» в первой лиге зоны «Сибирь» любительского чемпионата России, а также плей-офф с победителями группы «Запад» и вышла в высшую лигу.
- В сезоне 2019 года «Бурятия» заняла 11-е место из 12 команд в высшей лиге зоны «Сибирь» любительского чемпионата России.
- В сезоне 2020 года в зоне «Сибирь» высшая и первая лига отменены и введены группы «Запад» (8 команд) и «Восток» (3 команды). «Бурятия» в своей группе «Восток» из 3-х команд заняла 1-е место. В результате победы в группе «Восток» команда была приглашена на Финал Первенства России III дивизиона, в котором команда заняла 10-е место из 10 команд-победителей своих зональных турниров.
- В сезоне 2021 года в зоне «Сибирь» лига была разделена на группы «Юго-Запад», «Центр» и «Восток». Для выхода из группы необходимо было занимать 1-3 места. «Бурятия» в своей группе «Восток» из 5 команд заняла 4-е место. В итоге команда играла в утешительном турнире за 10-14-е места, в котором заняла 11-е место, уступив по разнице мячей 10-е место бийскому «Строителю».
- В сезоне 2022 года «Бурятия» заняла 8-е место из 15 команд в зоне «Сибирь» любительского чемпионата России.
- В сезоне 2023 года «Бурятия» заняла 2-е место из 13 команд в зоне «Сибирь» любительского чемпионата России.
- В сезоне 2024 года «Бурятия» заняла 3-е место из 11 команд в зоне «Сибирь» любительского чемпионата России. 18 лет спустя бурятский клуб привёз домой Кубок Сибири 2024.
- 7 августа 2025 года клуб дебютировал в Кубке России в первом раунде Пути регионов домашним матчем против ФК «Иркутск».